# پلاک وسایل نقلیه استان کهگیلویه و بویراحمد
کد استان کهگیلویه و بویراحمد ایران ۴۹ می‌ باشد . در خودرو های عمومی ، تاکسی‌ها و خودرو دولتی حرف پلاک همیشه یکسان است . اما درخودرو های شخصی این حرف بستگی به شهری دارد که پلاک خودرو در آن ثبت شده می‌ باشد .

## کد ۴۹ - استان کهگیلویه و بویراحمد
| ۴۹ | ۳۴۵ ۱۲ |

پلاک موتور:۵۷۱

| حرف | شهرستان                                          | وضعیت شماره‌ گذاری                                   |
| --- | ------------------------------------------------ | --------------------------------------------------- |
| الف | خودرو های دولتی استان                            | سرشماره ۲۲ درحال واگذاری                            |
| ب   | یاسوج، مارگون (۱)                                | پایان شماره‌ گذاری                                   |
| ت   | تاکسی‌ های استان                                  | سرشماره ۲۶ درحال واگذاری                            |
| ج   | یاسوج، مارگون (۲)                                | پایان شماره‌ گذاری                                   |
| د   | یاسوج، مارگون (۳)                                | سرشماری ۹۳ در حال واگذاری                           |
| ژ   | خودرو های جانبازان استان خودرو های معلولین استان | سرشماره ۱۱ در حال واگذاری سرشماره ۵۱ در حال واگذاری |
| س   | یاسوج، مارگون (۴)                                | ذخیره                                               |
| ص   | گچساران، باشت (۱)                                | پایان شماره‌ گذاری                                   |
| ط   | کهگیلویه، بهمئی، چرام، لنده (۱)                  | پایان شماره گذاری                                   |
| ع   | خودرو های عمومی استان                            | سرشماره ۳۱ در حال واگذاری                           |
| ق   | دنا                                              | سرشماره ۳۳ در حال واگذاری                           |
| ک   | ادوات کشاورزی استان                              | سرشماره ۳۷ درحال واگذاری                            |
| ل   | گچساران، باشت (۲)                                | سرشماره ۴۹ در حال واگذاری                           |
| م   | ذخیره                                            |                                                     |
| ن   | ذخیره                                            |                                                     |
| و   | ذخیره                                            |                                                     |
| ه‍   | ذخیره                                            |                                                     |
| ی   | ذخیره                                            |                                                     |